# Dicamptodon
Genre
Synonymes
- Chondrotus Cope, 1887

Dicamptodon est un genre d'urodèles de la famille des Ambystomatidae.

## Répartition
Les quatre espèces de ce genre se rencontrent sur la côte Pacifique de l'Amérique du Nord, au Canada dans le sud-ouest de la Colombie-Britannique et aux États-Unis au Washington, en Oregon, dans le nord de l'Idaho et dans le Nord de la Californie jusqu'au comté de Santa Cruz.

## Liste des espèces
Selon Amphibian Species of the World (17 février 2014) :
- Dicamptodon aterrimus (Cope, 1868)
- Dicamptodon copei Nussbaum, 1970
- Dicamptodon ensatus (Eschscholtz, 1833)
- Dicamptodon tenebrosus (Baird & Girard, 1852)

## Publication originale
- Strauch, 1870 : Revision der Salamandriden-Gattungen nebst beschreibung einiger neuen und weniger bekannten Arten dieser Familie. Mémoires de l'Académie Impériale des Sciences de St. Pétersbourg, sér. 7, vol. 16, p. 1-110.